# David Huddleston (général canadien)
David Huddleston était un officier de l'Aviation royale canadienne. Il a atteint le grade de lieutenant-général et a été le commandant du Commandement aérien des Forces canadiennes de 1991 à 1993.

## Annexe